# پلاس (زبان برنامه‌نویسی)
زبان برنامه‌نویسی پلاس یک زبان پیاده‌سازی سیستم شبیه به زبان پاسکال می‌باشد. این زبان در دانشگاه بریتیش کلمبیا کانادا ساخته شده و بر پایه زبان سیستم SUE متعلق به دانشگاه تورنتو است.

## توضیحات
این زبان توسط آلن بالار و پاول والی در دانشگاه بریتیش کلمبیا برای بکارگیری و گسترش سیستم ترمینال میشیگان (MTS) ساخته شد اما وابسته به سیستم عامل نبوده و محدود به بکارگیری در MTS نیست.
زبان برنامه‌نویسی دیگری نیز با همین نام وجود دارد که در اسپری یونیواک در مینه‌سوتا گسترش یافته‌است و موضوع این نوشتار نیست.
اهداف کامپایلر و زبان پلاس عبارتند از:
1. تشویق بکارگیری ساختارهای منطقی برنامه‌نویسی
2. ساختار مسئله‌گرای داده
3. نوشتن کد قابل فهم و ساده
4. پارامترگذاری با ثابت‌های سمبولیک
5. کمک به پیدا کردن خطاها چه در زمان اجرا و چه در زمان کامپایل
6. ایجاد کد مؤثر
7. آماده کردن نیازمندی‌های برنامه‌نویسی سیستم
8. ارائه کامپایل مؤثر شامل کامپایل بخش‌های مختلف برنامه
9. اطلاعات سمبل تولید اختیاری (SYM) به خطایابی کمک می‌کند.

## مثال سلام دنیا
قطعه کد زیر، جملهٔ معروف "!Hello, world" را در ترمینال یا صفحه نمایش چاپ می‌کند.
```
%Title := "Hello world";
%Include(Pluslist);
%Subtitle := "Definitions";
%Lower_Case := True;
```

```
/* Definitions that everyone needs */
%Include(Boolean, Numeric_Types, More_Numeric_Types, String_Types,
 More_String_Types);
```

```
/* A tasteful subset of procedure definitions */
%Include(Main);
```

```
/* Message routine definitions */
%Include(Message_Initialize, Message, Message_Terminate);
```

```
%Subtitle := "Local Procedure Definitions";
%Eject();
definition Main
```

```
 variable Mcb is pointer to Stream_Type;
```

```
 Mcb := Message_Initialize();
 Message(Mcb, "Hello, world!");
 Message_Terminate(Mcb);
 Mcb := Null;
```

```
end Main;
```